# Sint-Vitusholt
Sint-Vitusholt (Gronings: 't Achterholt) is een voormalige buurtschap en een stadswijk in de gemeente Oldambt. Sint-Vitusholt ligt aan de zuidwestkant van de stad Winschoten. De naam verwijst naar Sint Vitus, de beschermheilige van Winschoten, en de uitgang -holt ('loofbos'). Het werd vroeger ook wel 't Achterholt of Achterhout genoemd. In 1548 wordt de buurtschap genoemd als Sunte Vijts Holt, in 1655 Achter S. Vijtsholt en in 1661 als Achter 't Holt..
In de middeleeuwen hadden Sint-Vitusholt en Zuiderveen een eigen parochiekerk, misschien een voorloper van de 13e-eeuwse dorpskerk aan het Marktplein. Mogelijk stond deze kerk bekend als de Oldenhove (onder andere genoemd in 1482). Deze oude kerk werd in 1543 afgebroken, waarna de stenen werden gebruikt voor dijkverzwaring. Op de bekende kaart van Jacob van Deventer, gedrukt in 1545, staat een kerkgebouw met westtoren afgebeeld.
Waar deze kerk zich precies heeft bevonden is nooit met zekerheid vastgesteld. De Geïllustreerde Gids voor Winschoten uit 1907 dacht aan een verdwenen boerderij op de Hoogklei (ter hoogte van de spoorwegovergang), waar "steenen doodskisten" zouden zijn gevonden. De amateurhistoricus ing. B. Hazelhoff meende daarentegen dat het ging om een perceel aan het einde van de Hofstraat naast de gemeentelijke begraafplaats. Een akte uit 1658 geeft aan dat hier een perceel pastorieland lag ("achter S. Vitus holt naest an de pastorie gelegen"). De vraag is bovendien of dit een afzonderlijke parochiekerk of een voorloper van de Marktpleinkerk betrof. Het gegeven dat beide kerken lijken te zijn gewijd aan Sint Vitus doet het laatste vermoeden. 
Het grondgebied van de buurtschap  Sint-Vitusholt strekte zich uit tot vlak onder de rook van Winschoten. De oude Rensel, die vanaf de Venne naar het zuiden liep, vormde de scheiding. De oudste pastorie stond mogelijk aan de Vissersdijk (omgeving Lutherse kerk), waar een omgracht perceel kerkenland te vinden was. Later bevond deze pastorie, die bewoond werd door de tweede predikant, zich aan de Venne (nu Israëlplein). Het grondgebied van Sint Vitusholt werd (samen met Bovenburen) volgens sommige berichten pas in 1616 definitief bij Winschoten gevoegd.
De naam Achterholt wordt ook wel verklaard uit het gegeven dat het gehucht - vanuit Winschoten geredeneerd - achter het Maintebos ligt. Dit bos is echter pas na 1900 aangelegd, nadat het terrein eerder werd is gebruikt voor de kleiwinning ten behoeve van de steenfabrieken en pottenbakkerijen. Het gebied was daarnaast in gebruik als meentschaar of meente (vandaar de Groningse naam Maintebos), waar inwoners van Sint-Vitusholt die daartoe gerechtigd waren enkele stuks vee konden laten grazen. 
Ten noorden van het oude Winschoterdiep (oftewel de Rensel) lag Bovenburen, aan de zuidkant bevond zich de buurtschap Zuiderveen. 
Sint-Vitusholt kreeg in 1809 een eigen dorpsschool, betaald uit de kas van de Hervormde Kerk. In 1828 verrees een nieuw schoolgebouw aan de Hofstraat, dat later werd uitgebreid en in 1906 vernieuwd. In 1853 had de school zo'n honderd leerlingen. 